# Norma mistralenca

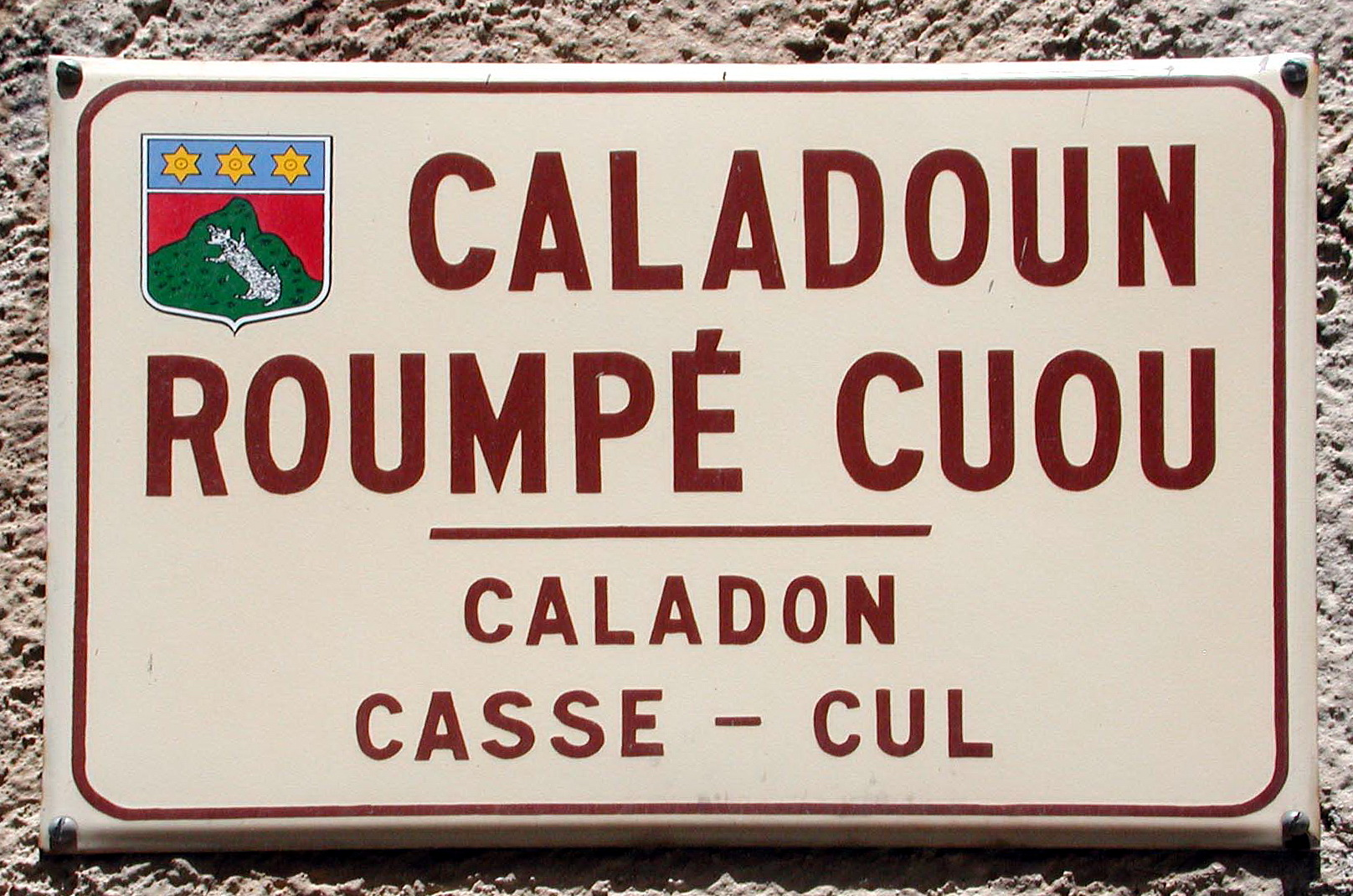
Rètol de carrer en grafia mistralenca. Caladon rompecuol en norma clàssica, baixadeta trencacul(s))

La norma o grafia mistralenca és una norma lingüística (una codificació) que fixa l'occità en contraposició a la norma clàssica. També se la coneix com a norma o grafia felibrenca  (de Felibritge) o romanilhenca (de Romanilha).
Va aparèixer en 1853 en les obres de Josèp Romanilha i posteriorment en les del premi Nobel de literatura Frederic Mistral des de 1854 (de qui li ve el nom). Fou sota la influència de Romanilha que Mistral utilitzà aquesta norma quan ell sempre havia defensat la norma clàssica, tal com s'observa en la correspondència que van mantenir.
Es basa en una interpretació diglòssica de l'ortografia occitana escrivint-la segons les convencions lingüístiques del francès i del llatí. L'ortografia mistralenca codifica l'occità d'acord amb les convencions de l'ortografia francesa (ou), de la l'occitana medieval (lh) i llatina (u es pronuncia "ou" en els diftongs).

## Història
Fou l'escriptor Josèp Romanilha qui creà aquesta norma el 1853 dins el seu llibre La part dau Bòn Dieu (escrit La part dóu Bon Diéu). Posteriorment l'escriptor Frederic Mistral la va desenvolupar en la seva abundant obra tant literària com lexicogràfica, amb un diccionari monumental, Lou Tresor dóu Felibrige. Tot i que inicialment s'havia inclinat per l'ortografia clàssica proposada per Simon-Jude Honnorat el 1846, per influència de Romanilha adoptà la nova forma, esperonat també per l'èxit del moviment felibre, i de 1854 la va expandir del nucli provençal a la resta d'Occitània. Va tenir un cert ressò al Bearn, on l'aplicació de la grafia mistralenca al gascó i al bearnès fou esperonada per l'Escola Gastó Febus, creada per Simin Palay i Miquèu Camelat a finals del segle XIX
Després de la segona meitat del segle xx, la norma mistralenca ha anat reculant davant la norma clàssica, encara que es manté en el provençal i el niçard en concurrència amb la norma clàssica. L'ús de les dues normes també ha dividit el Felibritge. La Norma de l'Escola del Po, creada el 1971 a les Valls Occitanes, deriva de la norma mistralenca.

## Composició
Igual que la norma clàssica la mistralenca es compon de dos aspectes:
- La norma ortogràfica o ortografia, que fixa la manera d'escriure els fonemes basada en el francès. La grafia mistralenca engloba l'ortografia codificada i diversos usos escrits no codificats però que s'hi inspiren.
- La norma oral, que fixa la manera recomanada de parlar en occità.

## Algunes anotacions sobre els diftongs
El so « ou » [u] no sempre s'escriu «ou» com passa en el francès. Els diftongs mistralencs traslladen aquest so a la lletra u (com al llatí) : 
- au (escrit « a-ou » si l'hagués escrit « a la francesa »)
- éu (escrit « é-ou » si l'hagués escrit « a la francesa »)
- èu (escrit « è-ou » si l'hagués escrit « a la francesa »)
- òu (escrit « o-ou » si l'hagués escrit « a la francesa »)

## Comparació
| Comparació entre norma mistralenca i norma clàssica | Comparació entre norma mistralenca i norma clàssica |
| Norma mistralenca | Norma classica |
| --- | --- |
| Mirèio, Cant I (F. Mistral) Cante uno chato de Prouvènço. Dins lis amour de sa jouvènço, A travès de la Crau, vers la mar, dins li blad, Umble escoulan dóu grand Oumèro, Iéu la vole segui. Coume èro Rèn qu'uno chato de la terro, En foro de la Crau se n'es gaire parla. | Mirèlha, Cant I Cante una chata de Provença. Dins leis amors de sa jovença, A travèrs de la Crau, vèrs la mar, dins lei blats, Umble [Umil] escolan dau grand Omèra [Omèr], Ieu la vòle seguir. Coma èra Ren qu'una chata de la tèrra, En fòra de la Crau se n'es gaire parlat. |

Es remarca que les dues normes, en general, difereixen sistemàticament per l'ortografia (notació dels sons), però tot i que l'escriptura és diferent: Cante una chato de Prouvènço i Cante una chata de Provença la pronunciació és semblant. 

La norma oral (recomanació de les formes parlades) difereix molt poc de la norma clàssica. Per exemple, certs mots afrancesats són acceptats en la norma mistralenca (<umble> umble, <Oumèro> Omèra) mentre que la norma clàssica aconsella evitar-les i substituir-les per formes occitanes més genuïnes (umil, Omèr).